# Группа Гротендика
Группа Гротендика — понятие абстрактной алгебры, имеющее многочисленные приложения, в том числе в теории представлений, алгебраической геометрии, K-теории. Названа в честь французского математика Александра Гротендика, который ввёл это понятие в середине 1950-х годов. 
Пусть {\displaystyle M} — коммутативный моноид, т. е. коммутативная полугруппа с нейтральным элементом. Операцию в {\displaystyle M} назовём сложением. Группа Гротендика моноида {\displaystyle M} (обозначается обычно {\displaystyle K} или {\displaystyle K_{0}}) — это абелева группа, которая является (в определённом смысле) расширением моноида {\displaystyle M} до группы, т. е. допускает операцию не только суммы, но и разности двух элементов.

## Универсальное свойство
Говоря неформально, группа Гротендика коммутативного моноида — это универсальный способ сделать из моноида абелеву группу, «группифицировать» моноид. 
Пусть {\displaystyle M} — коммутативный моноид. Тогда его группа Гротендика {\displaystyle K} должна обладать следующим универсальным свойством: существует гомоморфизм моноидов
{\displaystyle i\colon M\rightarrow K}
такой, что для любого гомоморфизма моноидов
{\displaystyle f\colon M\rightarrow A}
в абелеву группу {\displaystyle A} существует единственный гомоморфизм абелевых групп
{\displaystyle g\colon K\rightarrow A}
такой, что
{\displaystyle f=g\circ i.}
В терминах теории категорий функтор, переводящий коммутативный моноид {\displaystyle M} в его группу Гротендика {\displaystyle K}, является левым сопряжённым функтором забывающего функтора из категории абелевых групп в категорию коммутативных моноидов.

## Явное определение для моноида со свойством сокращения
Если моноид обладает свойством сокращения (из {\displaystyle x+y=x+z} следует {\displaystyle y=z}), то группу Гротендика можно построить следующим образом. Рассмотрим декартово произведение {\displaystyle M\times M}, элементами которого являются пары {\displaystyle (a,b)}, где {\displaystyle a,b\in M}. При этом мы представляем, что пары {\displaystyle (a,b)} соответствуют разностям {\displaystyle a-b}; исходя из этого сложение определяется формулой 
{\displaystyle (a,b)+(a',b')=(a+a',b+b').}
Определённое таким образом сложение обладает свойствами ассоциативности и коммутативности (вытекающими из аналогичных свойств моноида {\displaystyle M}).
Для того, чтобы определить группу Гротендика {\displaystyle K}, нужно ввести на множестве {\displaystyle M\times M} отношение эквивалентности, при котором эквивалентными являются элементы {\displaystyle (a,b)} и {\displaystyle (a',b')}, для которых выполнено равенство: {\displaystyle a+b'=a'+b} (подобно построению поля частных). Выполнение свойств рефлексивности и симметричности проверяется тривиально. Транзитивность следует из свойства сокращения.
Класс эквивалентности пары {\displaystyle (a,b)} называется формальной разностью элементов {\displaystyle a} и {\displaystyle b} и обозначается {\displaystyle a-b}. Множество определенных таким образом формальных разностей (классов эквивалентности) с операцией сложения составляет группу Гротендика {\displaystyle K} моноида {\displaystyle M}. 
Нейтральный (нулевой) элемент группы {\displaystyle K} — это класс эквивалентности, состоящий из пар вида {\displaystyle (a,a)} при всевозможных {\displaystyle a\in M}. Элемент, противоположный к элементу {\displaystyle (a,b)}, имеет вид {\displaystyle (b,a)} (и в первом, и во втором случае подразумеваются соответствующие классы эквивалентности).
Имеется естественное вложение {\displaystyle M\to K}, которое позволяет считать {\displaystyle K} расширением {\displaystyle M}. Именно, каждому элементу {\displaystyle a\in M} ставится в соответствие формальная разность {\displaystyle a-0}.
Приведенное построение наглядно, но без предположения свойства сокращения указанное отношение может не быть транзитивным. Как пример, рассмотрим кардинальные числа с операцией сложения (позволяя себе вольность рассматривать их все как множество); обозначив мощность множества натуральных чисел через {\displaystyle \omega _{0}}, получим, что {\displaystyle (0,0)\sim (\omega _{0},\omega _{0})\sim (0,\omega _{0})}, но {\displaystyle (0,0)\nsim (0,\omega _{0})}

## Явное определение в общем случае
Рассмотрим абелеву группу {\displaystyle A}, построенную на элементах моноида {\displaystyle M} (т.е. абелеву группу с базисом { {\displaystyle e_{m}|m\in M} }. В ней рассмотрим подгруппу {\displaystyle B}, порожденную элементами вида {\displaystyle e_{a+b}-e_{a}-e_{b}}. Факторгруппа {\displaystyle K=A/B} и есть группа Гротендика (факторизация по B имеет тот же смысл, что и введение отношения эквивалентности для моноидов со свойством сокращения).
При таком построении имеется естественный гомоморфизм {\displaystyle M} в {\displaystyle K}, при котором {\displaystyle m\in M} переходит в смежный класс {\displaystyle e_{m}+B}. Эти классы являются системой порождающий всей группы {\displaystyle K}, следовательно любой гомоморфизм {\displaystyle f:M\to A} в абелеву группу продолжается на {\displaystyle K} не более чем одним способом; это продолжение можно задать явно:
{\displaystyle \sum k_{i}[e_{m_{i}}]\mapsto \sum k_{i}f(m_{i})}
({\displaystyle [e_{m}]} означает смежный класс элемента {\displaystyle e_{m}}). Корректность этого продолжения (т.е. независимость от выбора представителя смежного класса) следует из определения группы {\displaystyle B}.
Указанный гомоморфизм {\displaystyle M\to K} является вложением, если и только если {\displaystyle M} обладает свойством сокращения.

## Примеры
Простейший пример группы Гротендика — построение целых чисел по натуральным. Сначала мы проверяем, что натуральные числа с обычным сложением {\displaystyle (\mathbb {N} ,+)} действительно образуют коммутативный моноид со свойством сокращения. Теперь, используя конструкцию группы Гротендика, рассмотрим формальные разности натуральных чисел {\displaystyle n-m} с отношением эквивалентности
{\displaystyle n-m\sim n'-m'\leftrightarrow n+m'=n'+m.}
Теперь определим
{\displaystyle n:=[n-0],}
{\displaystyle -n:=[0-n]}
для всех {\displaystyle n\in \mathbb {N} }. Эта конструкция определяет целые числа {\displaystyle \mathbb {Z} }.